# Pandemia de COVID-19 na África
Este artigo documenta os impactos da pandemia de coronavírus de 2020 na África e pode não incluir todas as principais respostas e medidas contemporâneas.
No dia 17 de abril, o número de mortes na África superou mil mortes, segundo uma contagem da AFP com base em fontes oficiais. Até essa data, a Argélia foi o país com o maior número de mortes com 364, à frente do Egito que registrou 205 mortes, Marrocos com 135, e África do Sul com 50 mortes.

## Cronologia

### Cronologia pela data de infecção
| 2020.02.14 | 1     |         |         |          |         |         |               |          |      |                |                 |                 |         |      |       |       |        |          |         |       |                  |            |         |         |        |           |                      |       |       |         |         |          |          |        |          |        |       |        |            |            |          |          |        | 1      | 1         | 2020.02.14 |       |          |         |       |                |         |       |                 |      |        |          |         |        |           |
| 2020.02.25 |       | 1       |         |          |         |         |               |          |      |                |                 |                 |         |      |       |       |        |          |         |       |                  |            |         |         |        |           |                      |       |       |         |         |          |          |        |          |        |       |        |            |            |          |          |        | 1      | 2         | 2020.02.25 |       |          |         |       |                |         |       |                 |      |        |          |         |        |           |
| 2020.02.27 |       |         | 1       |          |         |         |               |          |      |                |                 |                 |         |      |       |       |        |          |         |       |                  |            |         |         |        |           |                      |       |       |         |         |          |          |        |          |        |       |        |            |            |          |          |        | 1      | 3         | 2020.02.27 |       |          |         |       |                |         |       |                 |      |        |          |         |        |           |
| 2020.02.28 |       |         |         |          |         |         |               |          |      |                |                 |                 |         |      |       |       |        |          |         |       |                  |            |         |         |        |           |                      |       |       |         |         |          |          |        |          |        |       |        |            |            |          |          |        | 0      | 3         | 2020.02.28 |       |          |         |       |                |         |       |                 |      |        |          |         |        |           |
| 2020.02.29 |       |         |         |          |         |         |               |          |      |                |                 |                 |         |      |       |       |        |          |         |       |                  |            |         |         |        |           |                      |       |       |         |         |          |          |        |          |        |       |        |            |            |          |          |        | 0      | 3         | 2020.02.29 |       |          |         |       |                |         |       |                 |      |        |          |         |        |           |
| 2020.03.01 | 1     | 2       |         |          |         |         |               |          |      |                |                 |                 |         |      |       |       |        |          |         |       |                  |            |         |         |        |           |                      |       |       |         |         |          |          |        |          |        |       |        |            |            |          |          |        | 3      | 6         | 2020.03.01 |       |          |         |       |                |         |       |                 |      |        |          |         |        |           |
| 2020.03.02 |       |         |         | 1        | 1       | 1       |               |          |      |                |                 |                 |         |      |       |       |        |          |         |       |                  |            |         |         |        |           |                      |       |       |         |         |          |          |        |          |        |       |        |            |            |          |          |        | 3      | 9         | 2020.03.02 |       |          |         |       |                |         |       |                 |      |        |          |         |        |           |
| 2020.03.03 |       | 5       |         |          | 1       |         |               |          |      |                |                 |                 |         |      |       |       |        |          |         |       |                  |            |         |         |        |           |                      |       |       |         |         |          |          |        |          |        |       |        |            |            |          |          |        | 6      | 15        | 2020.03.03 |       |          |         |       |                |         |       |                 |      |        |          |         |        |           |
| 2020.03.04 |       | 9       |         |          | 2       |         |               |          |      |                |                 |                 |         |      |       |       |        |          |         |       |                  |            |         |         |        |           |                      |       |       |         |         |          |          |        |          |        |       |        |            |            |          |          |        | 11     | 26        | 2020.03.04 |       |          |         |       |                |         |       |                 |      |        |          |         |        |           |
| 2020.03.05 | 1     |         |         | 1        |         |         | 1             |          |      |                |                 |                 |         |      |       |       |        |          |         |       |                  |            |         |         |        |           |                      |       |       |         |         |          |          |        |          |        |       |        |            |            |          |          |        | 3      | 29        | 2020.03.05 |       |          |         |       |                |         |       |                 |      |        |          |         |        |           |
| 2020.03.06 | 12    |         |         |          |         |         |               | 2        | 1    |                |                 |                 |         |      |       |       |        |          |         |       |                  |            |         |         |        |           |                      |       |       |         |         |          |          |        |          |        |       |        |            |            |          |          |        | 15     | 44        | 2020.03.06 |       |          |         |       |                |         |       |                 |      |        |          |         |        |           |
| 2020.03.07 | 33    | 2       |         |          |         |         | 1             |          |      |                |                 |                 |         |      |       |       |        |          |         |       |                  |            |         |         |        |           |                      |       |       |         |         |          |          |        |          |        |       |        |            |            |          |          |        | 36     | 80        | 2020.03.07 |       |          |         |       |                |         |       |                 |      |        |          |         |        |           |
| 2020.03.08 | 8     | 1       |         |          |         | 1       | 1             |          |      |                |                 |                 |         |      |       |       |        |          |         |       |                  |            |         |         |        |           |                      |       |       |         |         |          |          |        |          |        |       |        |            |            |          |          |        | 11     | 91        | 2020.03.08 |       |          |         |       |                |         |       |                 |      |        |          |         |        |           |
| 2020.03.09 |       |         | 1       |          |         | 3       | 4             |          |      | 2              |                 |                 |         |      |       |       |        |          |         |       |                  |            |         |         |        |           |                      |       |       |         |         |          |          |        |          |        |       |        |            |            |          |          |        | 10     | 101       | 2020.03.09 | 1     |          |         |       |                |         |       |                 |      |        |          |         | 1      | 1         |
| 2020.03.10 | 3     |         |         | 1        |         | 1       |               |          |      |                | 1               |                 |         |      |       |       |        |          |         |       |                  |            |         |         |        |           |                      |       |       |         |         |          |          |        |          |        |       |        |            |            |          |          |        | 6      | 107       | 2020.03.10 |       | 1        |         |       |                |         |       |                 |      |        |          |         | 1      | 2         |
| 2020.03.11 | 8     |         |         | 3        | 1       | 1       | 7             |          |      |                |                 | 1               | 1       |      |       |       |        |          |         |       |                  |            |         |         |        |           |                      |       |       |         |         |          |          |        |          |        |       |        |            |            |          |          |        | 21     | 128       | 2020.03.11 |       |          |         |       |                |         |       |                 |      |        |          |         | 0      | 2         |
| 2020.03.12 | 13    | 6       |         |          | 5       | 6       | 3             |          |      |                |                 |                 | 3       | 2    | 1     |       |        |          |         |       |                  |            |         |         |        |           |                      |       |       |         |         |          |          |        |          |        |       |        |            |            |          |          |        | 39     | 167       | 2020.03.12 | 1     |          | 2       |       |                |         |       |                 |      |        |          |         | 3      | 5         |
| 2020.03.13 | 13    |         |         | 1        | 11      | 3       | 8             |          |      |                | 1               |                 | 1       |      |       | 1     | 1      | 1        | 1       |       |                  |            |         |         |        |           |                      |       |       |         |         |          |          |        |          |        |       |        |            |            |          |          |        | 41     | 208       | 2020.03.13 |       |          |         | 1     |                |         |       |                 |      |        |          |         | 1      | 6         |
| 2020.03.14 | 17    | 11      |         | 11       | 3       | 2       | 14            |          |      |                |                 | 3               | 1       |      |       |       |        |          |         | 1     | 1                | 1          | 1       | 2       | 1      | 2         | 1                    | 1     |       |         |         |          |          |        |          |        |       |        |            |            |          |          |        | 71     | 279       | 2020.03.14 |       |          | 1       |       |                |         |       |                 |      |        |          |         | 1      | 7         |
| 2020.03.15 | 16    | 11      |         | 10       |         | 2       | 23            | 2        |      | 1              |                 |                 | 3       | 4    |       |       | 2      | 3        |         |       |                  |            |         |         | 4      | 1         |                      |       |       |         |         |          |          |        |          |        |       |        |            |            |          |          |        | 84     | 363       | 2020.03.15 |       |          | 1       |       |                |         |       |                 |      |        |          |         | 1      | 8         |
| 2020.03.16 | 40    | 12      |         | 9        | 3       | 4       | 3             | 1        |      | 12             | 2               |                 |         |      |       |       |        | 1        |         |       |                  |            |         |         | 2      |           |                      |       | 1     | 1       | 1       | 1        |          |        |          |        |       |        |            |            |          |          |        | 93     | 456       | 2020.03.16 | 2     |          | 1       |       |                |         |       |                 |      |        |          |         | 2      | 10        |
| 2020.03.17 | 30    |         | 1       | 7        |         | 1       | 21            | 5        |      |                |                 |                 |         | 1    |       |       | 1      | 1        |         |       |                  |            | 2       |         |        | 1         |                      |       |       | 1       |         |          |          | 1      |          |        |       |        |            |            |          |          |        | 81     | 537       | 2020.03.17 | 2     | 1        |         |       |                |         |       |                 |      |        |          |         | 4      | 14        |
| 2020.03.18 | 14    | 12      | 5       | 10       | 9       | 4       | 31            | 3        |      | 12             | 4               | 5               | 5       |      | 2     | 1     | 3      |          |         | 3     |                  | 1          |         |         | 4      | 2         |                      |       | 1     |         |         | 2        | 1        |        | 3        | 2      |       |        |            |            |          |          |        | 137    | 674       | 2020.03.18 |       |          | 2       |       | 1              |         |       |                 |      |        |          |         | 3      | 17        |
| 2020.03.19 | 46    | 15      | 4       | 9        |         | 10      | 34            |          |      | 6              | 7               |                 | 14      | 4    |       |       |        | 1        |         | 2     |                  |            | 1       | 1       |        |           |                      | 2     |       |         |         | 3        |          |        | 4        |        | 1     | 1      |            |            |          |          |        | 162    | 836       | 2020.03.19 | 1     |          | 2       |       |                | 1       |       |                 |      |        |          |         | 4      | 21        |
| 2020.03.20 | 29    | 4       |         | 23       | 11      | 15      | 52            | 14       | 8    | 7              | 4               |                 | 10      | 5    | 1     |       |        | 2        | 2       |       |                  |            | 4       |         | 6      | 1         | 2                    |       |       |         |         |          |          |        | 5        |        |       |        | 1          | 3          | 1        |          |        | 209    | 1045      | 2020.03.20 | 1     | 1        | 2       |       |                |         | 1     |                 |      |        |          |         | 5      | 26        |
| 2020.03.21 | 9     | 45      | 10      | 10       | 9       | 6       | 38            | 13       | 7    | 24             | 5               | 5               | 9       | 5    | 1     |       |        |          |         |       |                  |            | 4       |         |        |           |                      |       |       | 1       |         |          |          |        | 2        |        |       | 1      | 2          |            | 2        | 1        | 1      | 210    | 1255      | 2020.03.21 | 2     |          | 4       |       | 2              |         |       | 1               | 1    |        |          |         | 10     | 36        |
| 2020.03.22 | 33    | 62      | 8       | 19       | 11      | 15      | 34            |          |      | 11             | 7               |                 | 17      | 2    |       |       | 8      | 2        | 2       |       | 3                |            |         |         | 2      |           |                      |       |       |         |         | 6        |          |        | 14       | 1      | 1     |        |            |            |          |          |        | 258    | 1513      | 2020.03.22 | 4     | 1        | 2       |       | 1              | 2       |       |                 |      |        |          |         | 10     | 46        |
| 2020.03.23 |       |         |         |          |         |         |               |          |      |                |                 |                 |         |      |       |       |        |          |         |       |                  |            |         |         |        |           |                      |       |       |         |         |          |          |        |          |        |       |        |            |            |          |          |        |        |           | 2020.03.23 |       |          |         |       |                |         |       |                 |      |        |          |         |        |           |
| |       |         |         |          |         |         |               |          |      |                |                 |                 |         |      |       |       |        |          |         |       |                  |            |         |         |        |           |                      |       |       |         |         |          |          |        |          |        |       |        |            |            |          |          |        |        |           |            |       |          |         |       |                |         |       |                 |      |        |          |         |        |           |
| Infectados | 327   | 201     | 30      | 115      | 67      | 75      | 274           | 40       | 16   | 75             | 30              | 14              | 64      | 23   | 5     | 2     | 15     | 11       | 2       | 6     | 4                | 2          | 11      | 3       | 19     | 7         | 3                    | 3     | 2     | 3       | 1       | 12       | 1        | 1      | 28       | 3      | 2     | 2      | 3          | 3          | 3        | 1        | 1      | 1510   | 1510      | Mortos     | 14    | 4        | 17      | 1     | 4              | 3       | 1     | 1               | 1    |        |          |         | 46     | 46        |
| Mortos | 14    | 17      |         | 4        |         | 3       |               |          |      | 4              | 1               |                 |         | 1    | 1     | 1     |        |          |         |       |                  |            |         |         |        |           |                      |       |       |         |         |          |          |        | 2        |        |       |        |            |            |          |          |        | 48     | 48        |            |       |          |         |       |                |         |       |                 |      |        |          |         |        |           |
| Recuperados | 56    | 65      | 2       | 3        | 5       | 1       | 2             | 2        |      | 5              |                 | 1               | 1       |      |       |       |        |          |         |       |                  |            |         |         |        |           |                      |       |       |         |         |          |          |        |          |        |       |        |            |            |          |          |        | 143    | 143       |            |       |          |         |       |                |         |       |                 |      |        |          |         |        |           |
| Doentes | 257   | 119     | 28      | 108      | 62      | 71      | 272           | 38       | 16   | 66             | 29              | 13              | 63      | 22   | 4     | 1     | 15     | 11       | 2       | 6     | 4                | 2          | 11      | 3       | 19     | 7         | 3                    | 3     | 2     | 3       | 1       | 12       | 1        | 1      | 26       | 3      | 2     | 2      | 3          | 3          | 3        | 1        | 1      | 1319   | 1319      |            |       |          |         |       |                |         |       |                 |      |        |          |         |        |           |
| País | Egito | Argélia | Nigéria | Marrocos | Senegal | Tunísia | África do Sul | Camarões | Togo | Burquina Fasso | Rep. Dem. Congo | Costa do Marfim | Reunião | Gana | Gabão | Sudão | Quénia | Eswatini | Etiópia | Guiné | Guiné Equatorial | Mauritânia | Mayotte | Namíbia | Ruanda | Seicheles | Rep. Centro-Africana | Congo | Benim | Libéria | Somália | Tanzânia | Djibouti | Gâmbia | Maurícia | Zâmbia | Níger | Angola | Cabo Verde | Madagascar | Zimbabwe | Eritreia | Uganda | No dia | Acumulado | País       | Egito | Marrocos | Argélia | Sudão | Burquina Fasso | Tunísia | Gabão | Rep. Dem. Congo | Gana | Gâmbia | Maurícia | Nigéria | No dia | Acumulado |
| |       |         |         |          |         |         |               |          |      |                |                 |                 |         |      |       |       |        |          |         |       |                  |            |         |         |        |           |                      |       |       |         |         |          |          |        |          |        |       |        |            |            |          |          |        |        |           |            |       |          |         |       |                |         |       |                 |      |        |          |         |        |           |
| Notas: ↑ Os países estão listados a partir da confirmação do primeiro caso. ↑ Países que ainda não apresentaram nenhum caso de coronavírus na África: |       |         |         |          |         |         |               |          |      |                |                 |                 |         |      |       |       |        |          |         |       |                  |            |         |         |        |           |                      |       |       |         |         |          |          |        |          |        |       |        |            |            |          |          |        |        |           |            |       |          |         |       |                |         |       |                 |      |        |          |         |        |           |

## Cronologia por País
| Data   | África do Sul | Argélia | Camarões | Egito | Marrocos | Nigéria | Togo | Tunísia | Senegal | Total | Fonte                   |
| ------ | ------------- | ------- | -------- | ----- | -------- | ------- | ---- | ------- | ------- | ----- | ----------------------- |
| 14/Fev |               |         |          | 1     |          |         |      |         |         | 1     | [ 127 ]                 |
| 25/Fev |               | 1       |          |       |          |         |      |         |         | 1     | [ 128 ]                 |
| 28/Fev |               | 1       |          |       | 1        |         |      |         |         | 2     | [ 129 ]                 |
| 01/Mar |               |         |          | 1     |          |         |      |         |         | 1     | [ 130 ] [ 131 ]         |
| 02/Mar |               | 2       |          | 1     |          | 1       |      | 1       | 2       | 6     | [ 132 ] [ 133 ] [ 134 ] |
| 03/Mar |               | 8       |          |       |          |         |      |         |         | 8     |                         |
| 04/Mar |               | 4       |          |       |          |         |      |         |         | 4     |                         |
| 05/Mar | 1             |         |          |       | 1        |         |      |         |         | 2     |                         |
| 06/Mar |               |         | 1        | 10    |          |         | 1    |         |         | 12    |                         |
| 07/Mar | 1             | 8       |          | 45    |          |         |      |         | 2       | 56    |                         |
| 08/Mar | 1             |         |          |       |          |         |      |         |         | 1     |                         |
| Total  | 3             | 20      | 1        | 55    | 2        | 1       | 1    | 1       | 4       | 88    | v d e                   |

No dia 1 de fevereiro, a Organização Mundial da Saúde emitiu um alerta-após o crescente número de casos do Novo coronavírus (2019-nCoV) na Ásia-para alguns países africanos que possuem um alto risco de dissiminação de epidemias tendo em vista as condições precárias dos hospitais e de centros de saúde, dentre eles Angola, África do Sul, Argélia, Costa do Marfim, Etiópia, Gana, Maurícias, Nigéria, República Democrática do Congo (RD Congo), Quénia, Tanzânia, Uganda e Zâmbia. Segundo o diretor do programa de operações de emergência da OMS em África, Michel Yao, a entrada do novo vírus em África "pode arrebatar os sistemas de saúde" neste continente.
No dia 22 de fevereiro, os ministros da Saúde de Estados-membros da União Africana se reuníram na Etiópia para trabalharam numa estratégia comum de combate ao surto no continente, após somente 1 caso do Novo coronavírus (2019-nCoV) ser confirmado em toda África no dia 14 de fevereiro no Egito e que já estava recuperado no dia 20 de fevereiro.

### África do Sul
Em 5 de março de 2020, Zweli Mkhize, ministro da saúde da África do Sul, anunciou que um homem de 38 anos que viajou recentemente para a Itália foi o primeiro caso confirmado de COVID-19 na África do Sul. Ele viajou em grupo com a esposa e outros oito e retornou à África do Sul em 1 de março de 2020. Em 3 de março de 2020, o paciente relatou sintomas a um clínico geral e isolou-se. O médico também se isolou. Epidemiologistas e clínicos do Instituto Nacional de Doenças Transmissíveis foram enviados para KwaZulu-Natal em resposta.

### Angola
No dia 29 de fevereiro, o Ministério da Saúde de Angola mesmo sem ter nenhum caso confirmado do Novo coronavírus (2019-nCoV), preventivamente decretou medidas de quarentena obrigatória que começam a vigorar a partir do dia 24 de março para todos os cidadãos que tenham estado na China, Coreia do Sul, Irão e Itália, países com "casos autóctones" do surto de coronavírus, se estendendo também para os cidadãos que tenham viajado para Nigéria, o Egito e a Argélia ou que tenham tido "contacto com doentes afetados por coronavírus".

### Argélia
Em 25 de fevereiro, a Argélia confirmou o primeiro caso do Novo coronavírus (2019-nCoV), um italiano que chegou ao país em 17 de fevereiro.
Em 28 de fevereiro, a Argélia deportou o italiano com Novo coronavírus (2019-nCoV) do seu país através de um voo especial do Aeroporto Uede Irara - Krim Belkacem na cidade de Hassi Messaoud onde ele estava em quarentena.
Em 2 de março foram confirmados mais 2 casos do Novo coronavírus (2019-nCoV), uma mulher de 53 anos e sua filha de 24 anos que hospedaram um francês de 83 anos que ao retornar a França apresentou os sintomas e foi diagnosticado com o Novo coronavírus (2019-nCoV).

### Benim
Em 16 de março, o primeiro caso de COVID-19 no Benim foi confirmado. Três dias depois, em 19 de março, o segundo caso foi confirmado. A região suspendeu, portanto, diversos voos internacionais; pessoas que voltaram para o Benim e estavam outros países devem permanecer em isolamento obrigatório por 14 dias. Além disso, cidadãos de Benim foram aconselhados a usarem máscaras e saírem de suas casas apenas se necessário

### Botsuana
Em 30 de março, os primeiros três casos de COVID-19 em Botsuana foram confirmados. Em 25 de março, uma mulher de 78 anos suspeita de ter COVID-19 morreu em Ramotswa. Alguns dias após sua morte, os resultados foram positivos, tornando-se o quarto caso de COVID-19 em Botsuana. Em uma transmissão ao vivo pela vice-presidente da BTV, Tsogwane disse que as equipas de busca haviam capturado outras 14 pessoas que haviam entrado em contacto com o falecido e que os testes foram realizados. Os resultados estão pendentes a partir de 1º de abril

### Burquina Fasso
Em 9 de março, os dois primeiros casos no país foram registrados no Burquina Fasso.

### Cabo Verde
Em 20 de março, o primeiro caso do país foi confirmado, tratando-se de um homem de 62 anos de idade que havia viajado do Reino Unido.

### Camarões
Em 6 de março de 2020, o primeiro caso de COVID-19 nos Camarões foi confirmado. A pessoa infectada é um cidadão francês que havia chegado à capital do país, Yaoundé, em 24 de fevereiro.
O segundo caso no país foi anunciado no mesmo dia, tratando-se de um residente local que esteve em contato próximo com o primeiro infectado. As autoridades, no entanto, não divulgaram demais informações.
Em 18 de março, 5 novos casos foram confirmados. Embora não tenham sido publicadas outras informações sobre as vítimas, uma das confirmadas é de outro país. Em 20 de março, dois casos suspeitos foram negados.

### República Democrática do Congo
Em 10 de março, um caso foi confirmado no país.

### Costa do Marfim
No dia 11 de março, um primeiro no país foi confirmado.

### Egito

Mapa do Coronavirus no Egito (até 13 de março):
Casos Confirmados

No dia 26 de janeiro, todos os voos da China para o Egito foram proibidos.
No dia 14 de fevereiro o Ministério da Saúde do Egito anunciou o primeiro caso do Novo coronavírus (2019-nCoV) no país no Aeroporto Internacional do Cairo envolvendo um cidadão chinês. As autoridades egípcias notificaram a Organização Mundial da Saúde (OMS) e o paciente foi colocado em isolamento em quarentena no hospital. Medidas preventivas foram tomadas posteriormente para monitorar aqueles que entraram em contato com a pessoa em que os outros apresentaram resultados negativos.
No dia 20 de fevereiro, o único caso confirmado no Egito até então se recuperou e esta bem de saúde.
No dia 1 de março, o Ministro da saúde do Egito anunciou o segundo caso do Novo coronavírus (2019-nCoV) no país, um estrangeiro que teve a nacionalidade não divulgada já esta em isolamento em um hospital que também não foi divulgado.

### Essuatíni
O primeiro caso do pais foi anunciado em 29 de abril de 2020, e a primeira morte foi no dia 14 de junho de 2020. 

### Etiópia
O primeiro caso do país foi anunciado em 13 de março, um japonês que havia chegado ao país em 4 de março de Burquina Fasso.

### Gabão
O primeiro caso do país foi anunciado em 12 de março, um homem gabonês de 27 anos que voltou da França para o Gabão, quatro dias antes da confirmação do coronavírus.

### Gana
A Gana relatou os dois primeiros casos em 12 de março. Os dois casos foram pessoas que retornaram ao país da Noruega e da Turquia, com o início do processo de rastreamento do contrato.
Em 11 de março, o Ministro das Finanças, Ken Ofori-Atta, disponibilizou o equivalente em cedi de US $ 100 milhões para aprimorar o plano de preparação e resposta ao Coronavírus de Gana.

### Lesoto
No dia 13 de maio, foi relatado pelo Ministério da Saúde o primeiro caso no país. O ministério aplicou o teste em 81 pessoas que haviam passado pela África do Sul e Arábia Saudita no dia 9 de maio, e no dia 13 confirmaram que um dos testes havia retornado positivo, apesar do paciente não apresentar os sintomas.

### Marrocos
No dia 2 de março, o Ministério da Saúde de Marrocos informou que um  marroquino retornou recentemente da Itália e deu entrada no Hospital Moulay Youssef, em Casablanca, foi diagnosticado com o Novo coronavírus (2019-nCoV), o paciente esta estável e não causa preocupação pois esta em ambiente isolado e monitorado.

### Moçambique
Em 31 de Março, Moçambique tinha 10 casos confirmados e 284 casos suspeitos.

### Nigéria

Mapa do Coronavirus na Nigeria (até 13 de março):
Casos Confirmados

Em 28 de fevereiro, a Nigéria confirmou o primeiro caso do Novo coronavírus (2019-nCoV) no Lagos, um italiano que trabalha no país e retornou de Milão na Itália no dia 25 de fevereiro. Ele adoeceu no dia 26 de fevereiro e foi transferido para as instalações de biossegurança do estado de Lagos para isolamento e teste. A infecção pelo Novo coronavírus (2019-nCoV) foi confirmada pelo Laboratório de Virologia do Hospital Universitário de Lagos, parte da Rede de Laboratórios do Centro de Controle de Doenças da Nigéria. O paciente é clinicamente estável, sem sintomas graves, e está sendo tratado no Hospital de Doenças Infecciosas em Yaba, Lagos, ele disse. Diz-se que a Nigéria está pronta para conter qualquer caso de COVID-19 devido a medidas preventivas em vigor. Em 28 de fevereiro, o comissário de Saúde do Estado de Lagos anunciou que o italiano havia viajado em uma Turkish Airlines com um breve trânsito em Istambul. Em 6 de março, um total de 219 contatos primários e secundários do caso de índice foi identificado e estava sendo monitorado ativamente.

### Quênia
Em 13 de março, foi confirmado o primeiro caso no Quênia, uma mulher que veio dos EUA via Londres.

### São Tomé e Príncipe
Os primeiros casos do Novo coronavírus (2019-nCoV) foram reportados em 6 de Abril, quatro casos.

### Senegal
Em 2 de março, o Senegal confirmou o primeiro caso do Novo coronavírus (2019-nCoV), um francês de 54 anos que vive em Dacar no bairro Les Almadies e retornou recentemente de viagem a Europa. Em 13 de março, há 13 casos confirmados.

### Sudão
O primeiro caso do país foi anunciado em 13 de março, um homem que morreu em Cartum em 12 de março. Ele havia visitado os Emirados Árabes Unidos na primeira semana de março.

### Togo
Em 6 de março, um primeiro caso no país foi confirmado.

### Tunísia
Em 2 de março, a Tunísia confirmou o primeiro caso do Novo coronavírus (2019-nCoV), um tunisiano de 40 anos que retornou de navio da Itália no dia 27 de fevereiro e que não apresentou os sintomas até o dia 2 de março. O Ministro da Saúde também informou que todos a bordo do navio (254 pessoas) e os familiares deste tunisiano já estão em quarentena desde o dia 29 de fevereiro por precaução.

## Subnotificação
A verificação da gravidade da pandemia de COVID-19 na África provavelmente é afetada por uma severa subnotificação. Apenas 8 países dentre as mais de 50 nações do continente têm um sistema obrigatório para registrar mortes, e em países como Egito e África do Sul, as mortes em excesso durante a pandemia - importante indicador para averiguar a verdadeira quantidade de mortes - excedem de 3 a 10 vezes o número oficial de mortes causadas pelo coronavírus. 
 

Uma pesquisa conduzida em Lusaka, na Zâmbia, buscou determinar, através de exames conduzidos nos corpos de falecidos locais, a proporção de indivíduos que testavam positivo para o vírus do SARS-CoV-2. Esses dados são representativos e generalizáveis porque os pesquisadores utilizaram um subconjunto aleatório de mortes do necrotério do Hospital Universitário de Lusaka, que concentra quase todas as mortes que ocorrem na cidade, em todas as faixas etárias. Neste estudo, observou-se que de junho a setembro de 2020, cerca de um em cada cinco indivíduos falecidos testou positivo para SARS-CoV-2, valores que eram cerca de 10 vezes mais altos do que o que estava sendo relatado oficialmente. A situação piorou ao longo do tempo, e até junho de 2021, o SARS-CoV-2 foi detectado em cerca de 25% das mortes, subindo posteriormente para um altíssimo índice de 87% de todas as mortes.